# Embrikstrandia inexpectata
Embrikstrandia inexpectata là một loài bọ cánh cứng trong họ Cerambycidae.